# 梅尔·布兰科

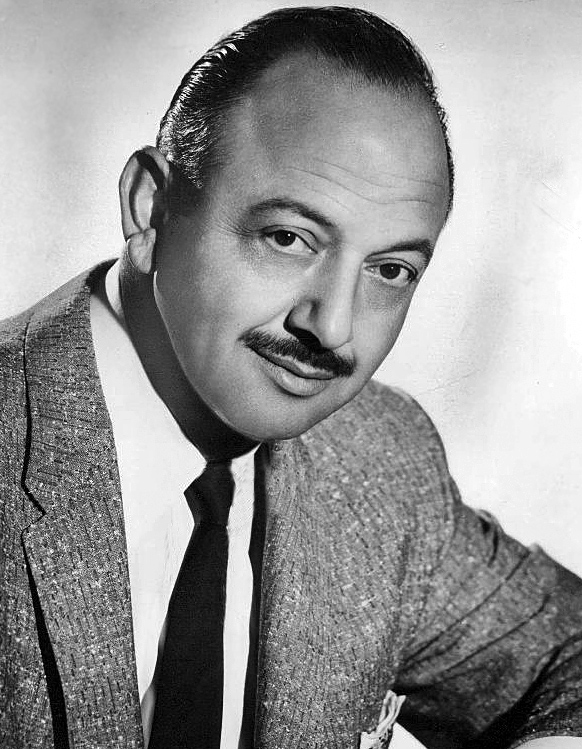
梅尔·布兰科

梅尔·布兰科（ 1908年5月30日 - 1989年7月10日） 是一位美国配音演员和电台主持人。他曾为賓尼兔、達菲鴨、翠迪鸟、袋獾、波基豬、松鼠特務以及樂一通、杰森一家中的角色配音。 
布兰克从9岁起就开始每天至少吸一包烟，并一直持续到1985年。當年他被诊断出患有肺氣腫后戒烟。  1989年5月19日，他的家人注意到他剧烈咳嗽後，便讓他去醫院，随后他被诊断出患有慢性阻塞性肺病。 但在他的健康状况又恶化了，医生发现他患有晚期冠狀動脈疾病。住院期间，他还从床上摔下来，摔断了股骨。
1989年7月10日2:30，布兰克因两种疾病的并发症去世，享年81岁。 他的墓地位於好莱坞永恒公墓。 